# التعقيم القسري في السويد

المصادر. رسم يبين عدد التعقيم بعد إبلاغ السلطة المركزية، والمجلس الوطني السويدي للصحة أو المجلس الوطني للصحة والرعاية الاجتماعية، بين عامي 1935 و 1979 والمؤشرات المختلفة للعمليات التي تجرى بين عام 1941 وعام 1975. من أجل الحفاظ على القضاء على التعقيم، علماء تحسين النسل رتبت لجمع معلومات مفصلة. خلال الفترة من يناير 1976، لم تعد هناك حاجة إذن، ارتفع عدد التعقيم بشكل كبير.

التعقيم القسري في السويد ما بين الأعوام 1906- 1975؛ أُجريت هذه العمليات قسرياً من دون توفر موافقه قانونية من المعنيّ. حيثُ كانت تُجرى وفق حُجج طبية واجتماعية وإيماناً بعلم تحسين النسل واختيار الجينات الوراثية للبشر. ابتداءً من عام 1972 وحتى 2012 أصبح الخضوع لعملية التعقيم شرط أساسي لإجراء عمليات التحول الجنسي.

## الخلفية القانونية
كانت عمليات التعقيم بصورة عامة غير قانونية ما بين الأعوام 1941- 1976 ولكنها كانت مسموحة في ثلاث حالات:
- طبياً في حالات خطورة الحمل على النساء اللاتي يُعانين من أمراض مزمنة ويمكن أن يُعرض الحمل في هذه الحالة حياتهن للخطر.

- وفق أُسس علم تحسين النسل، كانت تُجرى على الأشخاص الذين يُعتبرون مُختلي العقل، والذين يعانون من أي مرض مزمن أو أي إعاقة جسدية.

- شارك المجتمع في تأييد هذه العملية أيضاً حيثُ شجع تعقيم الأشخاص الذين يُعتبرون غير لائقين للعناية بالأطفال نسبةً  لمرض عقلي أو ضُعف ذهني أو لعيشهم وفق نمط انطوائي.

كانت السلطات السويدية ضد استخدام العنف في إجراء العمليات، حيثُ كان تقيد المريض ضد القانون، ولكن بطبيعة الحال تم إجراء كثير من عمليات التعقيم تحت الضغط والإكراه.  تضائلت تدريجياً عدد العمليات المُجرية على أساس تحسين النسل ابتداءً من عام 1944 وفقاً للأحكام القانونية لسنة 1941.

## إحصائيات
بلغت عمليات التعقيم القسري لتحسين النسل ذروتها في أربعينيات القرن العشرين. قام عالِميّ الأجناس ميكائيل إيفيرجارد ولارس اريك جونسون في عام 1997 بالنيابة عن الحكومة السويدية بمحاولة تقدير نسبة عمليات التعقيم التي تم إجرائها قسرياً ومن دون موافقه قانونية. كانت النتائج تُشير إلى أن 25% من العمليات أُجريت في ظروف قسرية كشرط تسريح، وأن 9% تم التوقيع والموافقة عليها تحت الضعط والإكراه. حيثُ نصت النتائج أيضاً أن 50% من العمليات الي أجريت كانت بموافقة الشخص المعني  بدون أي نوع من أنواع الضغوطات.
استخدم تيديان ماتياس المؤرخ السويدي هذه النسب لتقدير عدد العمليات التي أُجريت قسرياً، حيثُ وجد أن 15.000 تم إجرائها كشرط تسريح، وأن 5.500- 6.000 تم إجرائها تحت نوع من أنواع الإكراه، بينما 30.000 كانت فعلياً اختيارية وتمت بالموافقة القانونية من الشخص المعنيّ.
في بدايات عام 2000 قامت الحكومة السويدية بدفع تعويضات مالية لضحايا التعقيم القسري الذين قاموا برفع دَعَاوَى للتعويض.

## التعقيم القسري للمتحولين جنسياً
حتى عام 2012 كان إجراء عمليات التعقيم إلزامياً قبل عمليات تحويل الجنس، حيثُ تم انتقاد هذا القانون بشدة من قِبل عِدة أحزاب سياسية في السويد، وبعد محاولات أعضاء البرلمان السويدي لإلغاء هذا القانون تم معارضتهم بضراوة من قِبل الحزب الديموقراطي المسيحي.
باءت عِدة محاولات بالفشل لإلغاء القانون من داخل البرلمان، ولكن في 19 ديسمبر 2012، قامت محكمة الإستئناف الإدارية في ستوكهولم بإلغاء القانون وإعلان عدم دستوريته بعد أن قام مُدعي مجهول الهوية بالطعن فيه.